# تقي الدين الأخنائي
تقي الدين الأخنائي (658 - 750 هـ / 1260 - 1349 م) هو قاضي قضاة المالكية بمصر.
اسمه الكامل (تقي الدين أبو عبد الله محمد بن أبي بكر بن عيسى بن بدران السعدي المصري الأخنائي). له عدة تصانيف، انتقد ابن تيمية أحدها في كتاب «الرد على الأخنائي» في زيارة القبور.